# 2-methylpentan-3-ol
2-methylpentan-3-ol is een organische verbinding met als brutoformule C6H14O. Het koolstofatoom dat de hydroxylgroep draagt heeft vier verschillende substituenten en is dus een chiraal centrum: de verbinding bestaat in een R- en een S-vorm.

## Toepassing
Deze verbinding wordt onder andere toegepast als brandstof.